# 37645 Chebarkul
37645 Chebarkul este un asteroid din centura principală de asteroizi.

## Descriere
37645 Chebarkul este un asteroid din centura principală de asteroizi. A fost descoperit pe 8 februarie 1994 la Observatorul La Silla de Eric Walter Elst. Asteroidul prezintă o orbită caracterizată de o semiaxă mare de 2,48 ua, o excentricitate de 0,15 și o înclinație de 6,7° în raport cu ecliptica.